# كيفن (اسم)
كيفن (بالإنجليزية: Kevin)‏ أو كيفين هو اسم غربي ذي أصل غالي أيرلندي وهو لا يعتبر من الأسماء البايبلية، معنى هذا الاسم هو الولادة المحترمة، ولهذا الاسم شعبية كبيرة في عدة دول منها تشيلي وفرنسا والمجر وأيرلندا وهولندا وأيرلندا الشمالية والنرويج وسلوفينيا والسويد والولايات المتحدة.
في المملكة المتحدة تمتع هذا الاسم بشعبية عالية في عقد الخمسينات والستينات وكان أعلى 20 اسم شعبية في المملكة المتحدة، لكن في التسعينات خرج خارج ال100، في فرنسا كانت له شعبية في الثمانينات والتسعينات وثم إنخفضت شعبيته.

## الشخصيات
- كيفن برينس بواتينغ لاعب كرة قدم غاني ألماني.
- كيفن دي بروين لاعب كرة قدم بلجيكي
- كيفن كوستنر ممثل أمريكي.
- كيفن أندرسون لاعب كرة مضرب جنوب أفريقي.
- كيفين بيكن ممثل أمريكي.
- كيفين كارتر مصور فوتوغرافي جنوب أفريقي.
- كيفين دي بروين لاعب كرة قدم بلجيكي.
- كيفن دوراند ممثل كندي.
- كيفن ديورانت لاعب كرة سلة أمريكي.
- كيفن كوراني لاعب كرة قدم ألماني برازيلي.
- كيفن هارت ممثل أمريكي.
- كيفن جيمس ممثل أمريكي.
- كيفن جوناس موسيقي وممثل أمريكي.
- كيفن كيغان لاعب ومدرب كرة قدم إنجليزي.
- كيفن كلين ممثل أمريكي.
- كيفن كوسكي لاعب زلاجة جماعية أولمبي ألماني.
- كيفن رود رئيس وزراء أستراليا السابق.
- كيفن لف لاعب كرة سلة أمريكي.
- كيفين مارتن لاعب كرة سلة أمريكي.
- كيفين ماكيد ممثل أسترالي.
- كيفين ميتنيك عالم حواسيب أمريكي.
- كيفن ناش مصارع أمريكي.
- كيفين بولك ممثل أمريكي.
- كيفن ريتشاردسون مغني أمريكي عضو في فرقة باكستريت بويز.
- كيفين روز عالم حواسيب أمريكي.
- كيفن سبيسي ممثل ومخرج أمريكي.
- كيفن شيدي لاعب كرة قدم أيرلندي.
- كيفن سوربو ممثل أمريكي.
- كيفن وارويك مهندس ميكانيكي بريطاني.
- كيفن كونستانت لاعب كرة قدم غيني.
- كيفن دويل لاعب كرة قدم أيرلندي.
- كيفن روشي معماري أمريكي.
- كيفن ديفيز لاعب كرة قدم إنجليزي.
- كيفن موران لاعب كرة قدم أيرلندي.
- كيفين فولي لاعب كرة قدم أيرلندي.
- كيفين بيكن ممثل أمريكي.
- كيفين فيليبس لاعب كرة قدم إنجليزي.